# Нэнси Дрю. Призрак Венеции
«Нэнси Дрю. Призрак Венеции» (англ. Nancy Drew: The Phantom of Venice) — 18-я компьютерная игра-квест из серии игр «Нэнси Дрю». Создана в 2008 году компанией Her Interactive. Основана на одноимённой книге, вышедшей в 1985 году.

## Сюжет
Итальянская полиция обратилась к Нэнси Дрю за помощью в поимке вора, специализирующегося на кражах произведений искусства. Вор носит маску и плащ, но пресса окрестила его «Призраком» ещё и за то, что он не оставляет никаких улик. На самом деле за кражами стоит целый синдикат, использующий в качестве псевдонимов имена персонажей комедии дель арта. Нэнси должна вступить в него под прикрытием, чтобы выяснить имя главы синдиката.

## Отзывы
| Сводный рейтинг          | Сводный рейтинг |
| Агрегатор                | Оценка          |
| ------------------------ | --------------- |
| GameRankings             | 79,78 %         |
| Metacritic               | 69              |
| MobyRank                 | 82              |
| Иноязычные издания       |                 |
| Издание                  | Оценка          |
| GameZone                 | 8,0             |
| IGN                      | 7               |
| Adventure Classic Gaming | 5 из 5          |
| AdventureGamers          | 3,5             |
| Русскоязычные издания    |                 |
| Издание                  | Оценка          |
| Absolute Games           | 58 %            |